# Pre-industriële samenleving
De pre-industriële samenleving verwijst naar de specifieke sociale kenmerken en vormen van politieke en culturele organisatie die gangbaar waren vóór de komst van de industriële revolutie, die zich tussen 1750 en 1850 voltrok. De pre-industriële samenleving werd logischerwijs gevolgd door de industriële samenleving.

## Kenmerken van de pre-industriële samenleving
- Beperkte productie (d.w.z. ambachtslieden vs. massaproductie).
- Voornamelijk een agrarische economie.
- Beperkte arbeidsverdeling. In pre-industriële samenlevingen was de productie relatief eenvoudig en het aantal gespecialiseerde ambachten was beperkt.
- Beperkte variatie van de sociale klassen.
- Beperkte bevolkingsgroei.
- Beperkte levensverwachting
- Dominantie van mortaliteit en het belang van exogene factoren.
- Kleinsteedsheid. Sociale theorieën stellen dat de communicatie tussen de menselijke gemeenschappen in de pre-industriële samenlevingen beperkt waren. Slechts weinigen hadden de gelegenheid gebeurtenissen buiten hun eigen dorp mee te krijgen. Industriële samenlevingen groeiden daarentegen met behulp van snellere communicatiemiddelen, waardoor verschillende culturen kennis met elkaar konden delen.

## Onderzoekers
De Zwitserse economische historica en hooglerares Anne-Marie Piuz voerde onderzoek naar pre-industriële samenlevingen.